# V8
V8 je osemvaljni motor z notranjim zgorevanjem, ki ima valje postavljene v obliki črke V. V najenostavnejši izvedbi sta to dva V4 motorja z isto ročično gredjo, vendar taka postavitev povzroča težave s stabilnostjo, posledica česar so neželene vibracije. Zato so pri sodobnejših V8 motorjih bati na ročično gred pritrjeni v različnih ravninah.